# Héraðsvötn
El Héraðsvötn es un río en el norte de Islandia que atraviesa la región de Norðurland Vestra.

## Recorrido
Está formado por la unión de los ríos Austari-Jökulsá y Vestari-Jökulsá. Desde su nacimiento hasta su desembocadura en el fiordo Skagafjordur, en el mar de Groenlandia, tiene una longitud de unos 130 km. Desde el encuentro de los dos ríos hasta su desembocadura hay 40 kilómetros. Tiene una cuenca de cerca de 3650 kilómetros cuadrados. En su desembpcadura su flujo es de 108 metros cúbicos por segundo.